# 服部哲夫
服部 哲夫（はっとり てつお、1946年12月2日 - ）は、日本の実業家。ファインセラミックスセンター理事長、トヨタ自動車東日本相談役。元関東自動車工業代表取締役社長、元トヨタ自動車専務取締役。愛知県名古屋市出身。

## 人物
1971年名古屋大学大学院工学研究科を修了後、トヨタ自動車工業（現トヨタ自動車）に入社。以後、開発部門中心に歩み、X90型ならびにX100型マークII 、チェイサー、 クレスタ、S170型クラウンなどトヨタの主力高級車の開発主査・チーフエンジニアを歴任。
トヨタ自動車常務、専務を経て、2007年関東自動車工業副社長、2008年同社代表取締役社長に就任。2012年6月、すでに合併会社となるトヨタ自動車東日本の社長に内定していた白根武史トヨタ自動車専務役員（2012年6月15日付で同社顧問）が、同月の株主総会後の取締役会で先行して社長に就任したことに伴い、取締役も退任し、相談役に退いた。同年7月には、合併会社の相談役に横滑りとなった。

## 経歴
- 1971年	名古屋大学大学院工学研究科修士課程修了
- 1971年	トヨタ自動車工業（現・トヨタ自動車）入社
- 1999年	トヨタ自動車取締役
- 2003年	トヨタ自動車常務取締役
- 2004年	トヨタ自動車専務取締役
- 2007年	関東自動車工業取締役副社長
- 2008年	関東自動車工業代表取締役社長
- 2012年	関東自動車工業相談役
- 2012年	トヨタ自動車東日本相談役
- 2014年 藍綬褒章受章[1]
- 2015年 ファインセラミックスセンター理事長[2]